# Physcomitrium felipponei
Physcomitrium felipponei là một loài Rêu trong họ Funariaceae. Loài này được Thér. mô tả khoa học đầu tiên năm 1941.